# Association des joueuses de la WNBA
L'Association des joueuses de la WNBA, de son nom anglais Women's National Basketball Players Association ou WNBPA, est le syndicat des joueuses professionnelles de la Women's National Basketball Association, ligue américaine féminine de basket-ball.

## Histoire

Ancien logo de la WNBPA.

Fondée le 6 novembre 1998, la WNBPA négocie la première convention collective (« collective bargaining agreement ») du sport professionnel féminin le 30 avril 1999.
La WNPA conclut plusieurs conventions collectives notamment en 1999, 2003, 2008.
Terri Carmichael Jackson est la directrice exécutive de la WNBA, recrutée le 6 mai 2016.
En octobre 2016, la WNPA élit son nouveau bureau composé de la présidente Nneka Ogwumike, de la première vice-présidente Layshia Clarendon, des vice-présidentes Monique Currie et Chiney Ogwumike et de la trésorière et secrétaire Monica Wright.

## Présidentes
- 1998-2001 :  Coquese Washington[5]
- 2001-2003 :  Sonja Henning[1]
- 2004-2016 : Tamika Catchings[6]
- 2016- : Nneka Ogwumike